# Heldenbuch. Ein Denkmal der Großthaten in den Befreiungskriegen von 1808–1815
Das Heldenbuch. Ein Denkmal der Großthaten in den Befreiungskriegen von 1808–1815 ist ein Kinder- und Jugendbuch des deutschen protestantischen Theologen, Lehrers sowie Schriftstellers Johann Christian Ludwig Niemeyer, dessen Erstauflage 1816 in Leipzig in der Baumgärtnerschen Buchhandlung erschien. Inspiriert von den spätmittelalterlichen Vorbildern knüpfte Niemeyer mit seinem „Heldenbuch“ an den Erfolg seines „deutschen Plutarchs“ von 1811/12 an und etablierte sich fortan als Schriftsteller. In seinem Werk skizziert Niemeyer chronologisch die europäischen Befreiungskriege gegen die napoleonische Vorherrschaft unter der Führung verschiedener europäischer Feldherren, welche als „Helden“ fungieren und dem Buch seinen Titel geben. Bis 1845 erfuhr das Heldenbuch weitere sechs Auflagen im gleichen Verlag, bis 1819 jährlich, wobei sich der Aufbau und die Grundtendenzen nicht erheblich veränderten. Lediglich Erweiterungen und ergänzende Quellen kamen hinzu.

## Aufbau und Sprache
Das 1817 erschienene Werk umfasst insgesamt 576 Seiten, darunter 331 Seiten Volltext. Die restlichen Seiten setzten sich aus einer Art Einleitung und einem Anhang zusammen und sind im Gegensatz zu den Textseiten nicht nummeriert. Hinzu kommen 33 Porträts der „Helden“ und eine „militärische Gruppe“. Der Inhalt ist chronologisch in Jahresabschnitte gegliedert und beginnt mit dem Jahr 1808 und endet mit dem Jahr 1815.
Zusätzlich zur chronologischen Abhandlung wird der Text auch Ländern oder Persönlichkeiten zugeordnet, die als Überschrift fungieren. In seinem in neuhochdeutscher Sprache verfassten und in Frakturschrift niedergeschriebenen Buch nutzt Niemeyer eine verständliche und einfache Sprache und verknüpft dabei die Merkmale einer Chronik mit denen eines epischen Textes und vermittelt lehrreiche Inhalte. Damit wird er insgesamt seinem eigenen Anspruch, gezielt Literatur für Kinder und Jugendliche zu schreiben, gerecht.

## Inhalt
Der Text beginnt mit einer Art Prolog, welcher die Funktion einer Ankündigung bzw. Einleitung hat. So schreibt Niemeyer:
Die alte Zeit ist wieder aufgegangen!

Man seht mit Lust die gute deutschen Degen!

In sonnenhellen Siegesfeldern prangen

Und wälche Landverderber niederlegen!

O Vaterland! O Süßestes Vaterland!

Nun bleibst du wohl in Ehren und in Segen:

Denn es vererben raun! Die wackern Ahnen

Den würd`gen Enkeln siegumglänzte Fahnen!
Niemeyer postuliert damit den Anbruch der „neuen“ alten Zeit und lobt die siegreichen Deutschen und das Vaterland und deutet den nachfolgenden Inhalt des Buches implizit an.
Der Text beginnt mit dem Jahr 1808 und den Widerständen in Spanien. Hinzu kommen weitere Kriegsschauplätze wie Großbritannien, Portugal, Österreich, Preußen und Russland. Die Erzählung endet mit dem Jahr 1815 mit der endgültigen Niederlage Napoleons bei Waterloo gegen Preußen und Großbritannien.
Niemeyer beschreibt in seinem Werk chronologisch die europäischen Befreiungskriege bzw. Freiheitskriege gegen die Vorherrschaft Frankreichs und Napoleon Bonaparte unter der Führung verschiedener europäischer Feldherren. Die chronologische Gliederung dient dabei als Rahmen. Die politisch belehrende Schrift fungiert als eine zusammenhängende Gesamtdarstellung der antinapoleonischen Befreiungskriege. In der zeitgenössischen Literatur wurde Niemeyers Versuch der „Zeichnung von Vorbildern eines heldenmütigen Kampfes für die äußere Freiheit“ betont.  Auch die Bedeutung von der „Einigkeit der Völker für diesen Kampf“ soll dem Leser vors Auge geführt werden. Damit erhebt der Text zu keinem Zeitpunkt den Anspruch einer objektiven Chronik. Eine tendenziell deutsch-nationalistische Grundhaltung ist dem Text daher nicht abzuerkennen, was bereits der Titel schon andeutet. Dennoch gelingt es Niemeyer, nicht nur überhebliche Äußerungen gegenüber anderen Nationen und Feldherren zu vermeiden, teilweise beschreibt er ihre Bemühungen sogar positiv. Besonders die Befreiungskämpfe der Spanier, Portugiesen, Engländer und Russen sind für ihn lobenswert. Das Feindbild beschränkt sich daher lediglich auf Napoleon und seine engsten Vertrauten, welche im Text durchgehend negativ attributiert werden. Bereits auf der ersten Seite wird er beispielsweise als „arglistig und gewaltig“ und als „blutsaugender Vampir“ beschrieben.

## Interpretation
Das den „Deutschen Vaterlandsfreunden und besonders der Jugend“ gewidmete Werk in neudeutscher Sprache stellt chronologisch aufgebaute, politisch belehrende Erzählungen dar. Dabei ist es Niemeyers hauptsächliche Intention, die Jugendlichen durch Vorbilder sowohl zu ehrenhaftem und mutigem Handeln als auch zur Liebe zum Vaterland zu animieren.
Daneben fungierte „das Heldenbuch“ auch als Unterhaltungsliteratur sowie als historische Schrift. Auch wenn die historische Korrektheit längst angezweifelt werden kann, kann die wissensvermittelnde Funktion in der Erscheinungszeit nicht aberkannt werden.
Auch in weiteren Werken lassen sich ähnliche Intentionen Niemeyers finden. Beispielsweise tauchen „die gleichen Vorbilder für ehrenhaftes, mutiges Handeln und Vaterlandsliebe wie im Heldenbuch“ auch teilweise in Niemeyers nicht explizit an die Jugend adressierten, aber vergleichbaren „Buch der Tugend“ auf. Damit lassen sich Niemeyers Werke in die im 19. und 20. Jahrhundert entstandene antifranzösische und national orientierte Publizistik einordnen, die eine Basis für den deutschen Nationalismus im 19. und 20. Jahrhundert bildete.
Auch die eingangs beschriebene „alte Zeit, die wieder aufgegangen ist“, repräsentiert den Zeitgeist und die Idee der politischen und territorialen Neuordnung des Kontinents im Sinne des Gleichgewichts der Mächte.

## Ausgaben
- Christian Niemeyer: Heldenbuch. Ein Denkmal der Großthaten in den Befreiungskriegen von 1808-1815. Baumgärtnersche Buchhandlung, Leipzig 1816 (Digitalisat [abgerufen am 4. April 2021]).

## Sekundärliteratur
- Otto Brunken, Bettina Hurrelmann, Klaus Ulrich Pech: Handbuch zur Kinder- und Jugendliteratur. Band 4. J.B. Metzler, Stuttgart 1998, ISBN 978-3-476-00768-1.